# Masacre de Velaloor
La masacre de Velaloor se refiere al asesinato de casi 5 000 personas del clan de los kalar en la aldea de Velalore, en el taluk de Melur, en lo que ahora es el distrito de Madurai en el estado indio de Tamil Nadu. La masacre fue ordenada por el capitán Rumley de la Compañía de las Indias Orientales. El asesinato de los indígenas se produjo porque se negaron a pagar impuestos a la Compañía de las Indias Orientales. La matanza quedó registrada en el boletín anual de 1767 del Gobierno de Madrás.

## Antecedentes
Los acontecimientos fueron precedidos por varios casos de rebelión de grupos kalars que se negaban a pagar impuestos a los invasores musulmanes y británicos.
En 1755 el coronel Alexander Heron había dirigido una expedición contra el poligar de Kumaravadi, Lackenaig (¿Lakshmi Naik?), cuyo gobernador Mayana se había refugiado en el templo de Kovilkudi, en la aldea de Tirumbur. El coronel Heron y Yusuf Khan lideraron a los soldados en la quema del templo. En este incidente, un ídolo venerado por los kallars fue secuestrado y retenido a cambio de un rescate de cinco mil rupias. Como los kallars no pudieron pagar, el ídolo fue fundido. Este acto del coronel Heron fue condenado incluso por el Presidencia de Madrás de la Compañía de las Indias Orientales, por considerarlo una acción indigna de un oficial inglés y por los perjuicios que este acto generaría entre los nativos contra Inglaterra.

## Hechos
En 1767 los kallars se resistieron a pagar impuestos y la Compañía envió cinco batallones de cipayos y 1500 jinetes al mando del capitán Rumley para recaudar impuestos. Los pueblos mantuvieron posiciones defensivas y se negaron a pagar. El capitán Rumley ordenó incendiar el pueblo y todos los que lograron escapar del fuego (hombres, mujeres y niños) fueron asesinados por los cipayos de la Compañía. Esto dio lugar a que más de 3000 personas murieran en Vellalapatti. Este incidente hizo que otros pueblos circundantes se sometieran a la Compañía y pagaran sus impuestos.
Un tiempo después, hubo otro caso de rebelión por parte de los kalar, con ataques a los peones de la Compañía, que fue seguida por otra masacre por parte del Capitán Rumley, que resultó en la muerte de otras 2000 personas.
Informaciones posterior parecen sugerir que el capitán Rumley fue a prisión en Arnee, posteriormente fue trasladado a Seringapatam y asesinado en la prisión en 1783, durante la segunda guerra anglo-mysore (1780–1784).

## Documentación
La literatura clásica de la India, incluyendo la literatura sangam, solo glorificaban a reyes como norma y por lo tanto una masacre del pueblo común no se encuentra mencionada en la literatura contemporánea del periodo. Sin embargo el incidente sobrevivió en el folclore y en los informes oficiales del Gobierno de Madrás.